# Geevarghese Mar Philaxenos
Geevarghese Mar Philaxenos (ur. 30 maja 1972 w Arattupuzha jako Geevarghese Maleth) – duchowny Malankarskiego Kościoła Ortodoksyjnego, od 2022 biskup Madras.

## Kapłaństwo
W 1999 został przyjął święcenia subdiakonatu, a w 2000 diakonatu. Święcenia kapłańskie otrzymał 17 maja 2000. 25 lutego 2022 został wybrany na biskupa. 2 czerwca otrzymał tytuł hieromnicha (ramban). Sakry udzielił mu katolikos Wschodu Baselios Mar Thoma Mathews III 28 lipca. 3 listopada 2022 objął diecezję Madras.